# Bitwa pod Guzowem
Bitwa pod Guzowem – bratobójcze starcie zbrojne pomiędzy wojskami króla Zygmunta III Wazy a oddziałami szlachty i magnaterii, które miało miejsce 5 lipca 1607 roku podczas rokoszu Zebrzydowskiego.
Bitwa stoczona została pod Guzowem między oddziałami rokoszan (10 tysięcy piechoty, 600 jazdy oraz 28 dział i hakownic) a armią króla Zygmunta III (9100 piechoty, 3200 jazdy, 24 działa) dowodzoną przez hetmana polnego koronnego Stanisława Żółkiewskiego i hetmana wielkiego litewskiego Jana Karola Chodkiewicza, w której wojsko królewskie rozbiło oddziały buntowników.
Gdy armia rokoszan maszerowała z Warki przez Radom na Szydłowiec i Kraków, drogę zagrodziła jej armia królewska. Wojska królewskie obeszły obóz rokoszan i zajęły pozycje na łagodnym wzgórzu, zwracając się frontem na południowy zachód. Z powodu niezgody między hetmanami armia króla Zygmunta III podzielona została na trzy części, każda w dwóch rzutach. Na prawym skrzydle stanęło wojsko litewskie dowodzone przez swego hetmana Jana Karola Chodkiewicza. W centrum, gdzie stanęły prywatne poczty zwolenników króla, dowództwo objął Jan Potocki. Na lewym skrzydle stanęły siły koronne dowodzone przez Stanisława Żółkiewskiego oraz artyleria. Na tyłach armii królewskiej umieszczono odwód, którego zadaniem była ochrona króla.
Siły rokoszan ustawiły się na podmokłej równinie i zwróciły się frontem na północny wschód. Na prawym skrzydle stanęła grupa Herburta, centrum zajął Zebrzydowski, natomiast lewe skrzydło zajęła grupa Radziwiłła.
Początkowo jazda Radziwiłła rozbiła szyk wojsk Chodkiewicza, dzięki czemu dotarła aż do miejsca, gdzie przebywał król Zygmunt III. Ostatecznie została odparta ogniem piechoty. W centrum obie walczące strony uznały się za pokonane i wycofały się z pola walki. O wyniku bitwy zadecydowało uderzenie lewego skrzydła wojsk królewskich, gdzie wojska kwarciane Żółkiewskiego starły się z piechotą węgierską Herburta. Piechota węgierska odparła pierwsze natarcie, jednak gdy w drugim natarciu wzięła udział piechota autoramentu cudzoziemskiego, prawe skrzydło rokoszan zostało rozbite. Gdy jednocześnie w centrum do ataku ruszył drugi rzut wojsk Potockiego, rokoszanie ulegli panice i cała ich armia poszła w rozsypkę.